# شيما أكاس
تشيما أكاس أوتشي من مواليد 3 مايو 1994 هو لاعب كرة قدم نيجيري محترف يلعب في مركز قلب الدفاع أو الظهير الأيسر مع نادي خيطان الكويتي والمنتخب النيجيري.

## المسيرة الكروية
بعد استدعائه إلى تشكيلة المنتخب النيجيري الكاملة كان أكاس عرضة لعروض من كل من إنييمبا وأكوا يونايتد. بعد أن عرض عليه الأخير المزيد من المال أفيد أنه وقع عقدًا وكشف عنه النادي رسميًا. حتى أن اللاعب نفسه نشر صورة لنفسه وهو يرتدي قميص ذا بروميس كيبرز على تويتر. ومع ذلك ألغي الانتقال في النهاية وانضم أكاس إلى إنييمبا في مارس 2016. عين قائدًا لفريق نجوم الدوري النيجيري لكرة القدم في يوليو 2016 وشارك في مباريات ضد مالقة وفالنسيا.
في 5 ديسمبر 2022 وافق أكاس على الانضمام إلى نادي بيلينينسيش الأصلي في دوري الدرجة الثالثة في يناير 2023 بعد اللعب مع نادي بيلينينسيش ساد في المواسم الثلاثة السابقة.

## المسيرة الدولية
شارك أكاس لأول مرة مع منتخب بلاده في مباراة ودية خسرها منتخب ساحل العاج 1-0 في يناير 2015. وكان قائدًا لفريقه في التأهل لبطولة الأمم الأفريقية 2016 وحافظ على هذا الوضع طوال البطولة نفسها.

## الإحصاءات الدولية
آخر تحديث جرت المباراة يوم 20 أبريل 2017.
.
| المنتخب الوطني | سنة     | التطبيقات | الأهداف |
| -------------- | ------- | --------- | ------- |
| نيجيريا        | 2015    | 8         | 0       |
| نيجيريا        | 2016    | 3         | 0       |
| نيجيريا        | 2017    | 0         | 0       |
| المجموع        | المجموع | 11        | 0       |

## روابط خارجية
- شيما أكاس  على سكروي
- Profile at CAF
- Profile at Quintessence Sports Management Ltd. نسخة محفوظة 9 November 2017 على موقع واي باك مشين..